# Deale
Cet article possède un paronyme, voir Deal.
Deale est une census-designated place située dans le comté d'Anne Arundel, dans l’État du Maryland, aux États-Unis. Lors du recensement de 2020, elle comptait 4 943 habitants.